# 72-я танковая бригада
72-я танковая Краснознамённая бригада — танковая бригада Красной армии в годы Великой Отечественной войны.
Сокращённое наименование — 72 тбр.

## Боевой и численный состав
Бригада формировалась по штатам №№ 010/75-010/83, 010/87 от 13.09.1941:
- Управление бригады (в/ч № 8360) [штат № 010/75]
- Рота управления (в/ч № 8361) [штат № 010/76]
- Разведывательная рота (в/ч № 8362) [штат № 010/77]
- 1-й танковый полк (в справочнике в/ч указана танковая рота в/ч № 8363) [штат № 010/87]
- Моторизованный стрелковый батальон (в/ч № 8364) [штат № 010/79]
- Зенитный дивизион (в справочнике в/ч указана зенбатр в/ч № 8365) [штат № 010/80]
- Автотранспортная рота (в/ч № 8367) [штат № 010/81]
- Ремонтно-восстановительная рота (в/ч № 8366) [штат № 010/82]
- Медико-санитарный взвод (в/ч № 8368) [штат № 010/83]
- Военная прокуратура (в/ч № 6239)

15 апреля 1943 г. 1-й танковый полк бригады был переформирован в 1-й и 2-й танковые батальоны.
Приказом НКО № 00106 от 21.06.1943 г. переведена на штаты №№ 010/270-010/277 от 31.07.1942:
- Управление бригады [штат № 010/270]
- 1-й отд. танковый батальон [штат № 010/271]
- 2-й отд. танковый батальон [штат № 010/272]
- Мотострелково-пулеметный батальон [штат № 010/273]
- Истребительно-противотанковая батарея [штат № 010/274]
- Рота управления [штат № 010/275]
- Рота технического обеспечения [штат № 010/276]
- Медико-санитарный взвод [штат № 010/277]
- Рота противотанковых ружей [штат № 010/375]

В 1945 переведена на штаты №№ 010/500-010/506.
- Управление бригады [штат № 010/500]
- Рота управления [штат № 010/504]
- 1-й отд. танковый батальон [штат № 010/501]
- 2-й отд. танковый батальон [штат № 010/501]
- 3-й отд. танковый батальон [штат № 010/501]
- Моторизованный батальон автоматчиков [штат № 010/502]
- Зенитно-пулеметная рота [штат № 010/503]
- Рота технического обеспечения [штат № 010/505]
- Медсанвзвод [штат № 010/506]
- Стрелковое отделение «Смерш» (штат № 010/516)

## Подчинение
Периоды вхождения в состав Действующей армии:
- с 09.08.1945 по 03.09.1945 года.[1]

| Дата            | Фронт (округ)                                   | Армия      | Корпус | Дивизия | Бригада | Примечания |
| --------------- | ----------------------------------------------- | ---------- | ------ | ------- | ------- | ---------- |
| 01.12.1941 года | Дальневосточный фронт                           | 25-я армия |        |         |         |            |
| 01.01.1942 года | Дальневосточный фронт                           | 25-я армия |        |         |         |            |
| 01.02.1942 года | Дальневосточный фронт                           | 25-я армия |        |         |         |            |
| 01.03.1942 года | Дальневосточный фронт                           | 25-я армия |        |         |         |            |
| 01.04.1942 года | Дальневосточный фронт                           | 25-я армия |        |         |         |            |
| 01.05.1942 года | Дальневосточный фронт                           | 25-я армия |        |         |         |            |
| 01.06.1942 года | Дальневосточный фронт                           | 25-я армия |        |         |         |            |
| 01.07.1942 года | Дальневосточный фронт                           | 25-я армия |        |         |         |            |
| 01.08.1942 года | Дальневосточный фронт                           | 25-я армия |        |         |         |            |
| 01.09.1942 года | Дальневосточный фронт                           | 25-я армия |        |         |         |            |
| 01.10.1942 года | Дальневосточный фронт                           | 25-я армия |        |         |         |            |
| 01.11.1942 года | Дальневосточный фронт                           | 25-я армия |        |         |         |            |
| 01.12.1942 года | Дальневосточный фронт                           | 25-я армия |        |         |         |            |
| 01.01.1943 года | Дальневосточный фронт                           | 25-я армия |        |         |         |            |
| 01.02.1943 года | Дальневосточный фронт                           | 25-я армия |        |         |         |            |
| 01.03.1943 года | Дальневосточный фронт                           | 25-я армия |        |         |         |            |
| 01.04.1943 года | Дальневосточный фронт                           | 25-я армия |        |         |         |            |
| 01.05.1943 года | Дальневосточный фронт                           | 25-я армия |        |         |         |            |
| 01.06.1943 года | Дальневосточный фронт                           | 25-я армия |        |         |         |            |
| 01.07.1943 года | Дальневосточный фронт                           | 25-я армия |        |         |         |            |
| 01.08.1943 года | Дальневосточный фронт                           | 25-я армия |        |         |         |            |
| 01.09.1943 года | Дальневосточный фронт                           | 25-я армия |        |         |         |            |
| 01.10.1943 года | Дальневосточный фронт                           | 25-я армия |        |         |         |            |
| 01.11.1943 года | Дальневосточный фронт                           | 25-я армия |        |         |         |            |
| 01.12.1943 года | Дальневосточный фронт                           | 25-я армия |        |         |         |            |
| 01.01.1944 года | Приморская группа войск Дальневосточного фронта |            |        |         |         |            |
| 01.02.1944 года | Приморская группа войск Дальневосточного фронта |            |        |         |         |            |
| 01.03.1944 года | Приморская группа войск Дальневосточного фронта |            |        |         |         |            |
| 01.04.1944 года | Приморская группа войск Дальневосточного фронта |            |        |         |         |            |
| 01.05.1944 года | Приморская группа войск Дальневосточного фронта |            |        |         |         |            |
| 01.06.1944 года | Приморская группа войск Дальневосточного фронта |            |        |         |         |            |
| 01.07.1944 года | Приморская группа войск Дальневосточного фронта |            |        |         |         |            |
| 01.08.1944 года | Приморская группа войск Дальневосточного фронта |            |        |         |         |            |
| 01.09.1944 года | Приморская группа войск Дальневосточного фронта |            |        |         |         |            |
| 01.10.1944 года | Приморская группа войск Дальневосточного фронта |            |        |         |         |            |
| 01.11.1944 года | Приморская группа войск Дальневосточного фронта |            |        |         |         |            |
| 01.12.1944 года | Приморская группа войск Дальневосточного фронта |            |        |         |         |            |
| 01.01.1945 года | Дальневосточный фронт                           | 25-я армия |        |         |         |            |
| 01.02.1945 года | Дальневосточный фронт                           | 25-я армия |        |         |         |            |
| 01.03.1945 года | Дальневосточный фронт                           | 25-я армия |        |         |         |            |
| 01.04.1945 года | Дальневосточный фронт                           | 25-я армия |        |         |         |            |
| 01.05.1945 года | Дальневосточный фронт                           | 25-я армия |        |         |         |            |
| 01.06.1945 года | Дальневосточный фронт                           | 25-я армия |        |         |         |            |
| 01.07.1945 года | Дальневосточный фронт                           | 25-я армия |        |         |         |            |
| 09.08.1945 года | Дальневосточный фронт                           | 5-я армия  |        |         |         |            |
| 03.09.1945 года | 1-й Дальневосточный фронт                       | 25-я армия |        |         |         |            |

## Командование

### Командиры бригады
- Никитин Михаил Иванович, полковник, ид, 28.10.1941 - 10.11.1942 года.
- Никитин, Михаил Иванович, полковник, 10.11.1942 - 12.11.1942 года.
- Алексеев, Дмитрий Григорьевич, полковник. 12.11.1942 - 29.07.1943 года.
- Проскуряков Александр Викторович, майор, 30.07.1943 - 31.08.1944 года.
- Артемьев, Гавриил Петрович, подполковник, 01.09.1944 - 19.03.1945 года.
- Обруч, Григорий Игнатьевич, полковник, 19.05.1945 - 21.08.1945 года.
- Гришин Николай Степанович, полковник, 22.08.1945 - 00.10.1945 года.

### Начальники штаба бригады
- Яковлев Сергей Михайлович, майор, 28.10.1941 - 19.02.1942 года.
- Басс Моисей Андреевич, майор, 00.02.1942 - 00.08.1942 года.
- Гречулевич Филипп Павлович, майор, 01.08.1942 - 10.09.1942 года.
- Белых Николай Петрович, майор, 10.09.1942 - 01.09.1944 года.
- Егоров Владимир Иванович, капитан, майор (14.08.1945 погиб в бою), 01.09.1944 - 14.08.1945 года.
- Веселов Борис Александрович, майор, 00.08.1945 - 00.10.1945 года.

### Заместитель командира бригады по строевой части
- Алексеев Дмитрий Григорьевич, полковник, 28.04.1942 - 12.11.1942 года.

### Начальник политотдела, заместитель командира по политической части
- Малинин Илларион Захарович, старший батальонный комиссар, 25.01.1942 - 03.09.1942 года.
- Сыров Михаил Леонтьевич, майор, 03.09.1942 - 19.06.1943 года.
- Хорьков Михаил Фёдорович, майор, с 08.03.1945 подполковник, 19.06.1943 - 30.12.1945 года.

## Награды и наименования
| Награда, наименование  | Документ о награждении                   | За что получена |
| ---------------------- | ---------------------------------------- | --- |
| Орден Красного Знамени | Указ Президиума ВС СССР от 19.09.1945 г. | За образцовое выполнение заданий командования в боях против японских войск на Дальнем Востоке при форсировании р. Уссури, прорыве Хутоуского, Мишаньского, Пограничненского и Дуннинского укрепленных районов, овладении городами Мишань, Гирин, Яньцзи, Харбин и проявленные при этом доблесть и мужество. |